# Hyalurga amazonica
Hyalurga amazonica là một loài bướm đêm thuộc phân họ Arctiinae, họ Erebidae.